# Митар Бакић
Митар Бакић (Бериславци, код Подгорице, 7. новембар 1908 — Београд, 25. новембар 1960) био је учесник Народноослободилачке борбе, правник, друштвено-политички радник ФНРЈ и народни херој Југославије.

## Биографија
Рођен је 7. новембра 1908. године у селу Бериславцима, код Подгорице. Потиче из земљорадничке породице. Основну школу је завршио у родном месту, гимназију у Подгорици, а Правни факултет у Београду. За време студија пришао је левичарском студентском покрету и 1932. године постао члан Комунистичке партије Југославије (КПЈ). Извесно време је радио у техници Месног комитета КПЈ у Београду.
Службовао је у Београду и Загребу, до 1936. године. По налогу КПЈ радио је у легалним политичким странкама и био члан Централног одбора Јединствене радничке партије Југославије. Године 1936. Централни комитет КПЈ га је упутио, као свог делегата, у Црну Гору, ради помоћи Покрајинском комитету КПЈ за Црну Гору и формирања организација „Црвене помоћи“. Митар је био члан комисије за пребацивање добровољаца у Шпанију.
Године 1936. ухапшен је у Загребу и изведен пред Суд за заштиту државе, али је ослобођен услед недостатка доказа. Током 1937. и 1938. године активно је политички радио са официрима загребачког гарнизона. Учесник је Пете земаљске конференције КПЈ одржане октобра 1940. у Загребу. Априла 1941. године изабран је за члана Војног комитета при ЦК КПЈ.

### Народноослободилачка борба
Априлски рат и окупација Краљевине Југославије затекли су га у Црној Гори на функцији организационог секретара Покрајинског комитета КПЈ за Црну Гору. Активно је радио на припреми и организовању Тринаестојулског устанка народа Црне Горе. До октобра 1941. године био је члан Главног штаба Црне Горе, а потом прелази у Србију где је био члан Извршног одбора Главног НОО Србије. Почетком 1942. године упућен је у Црну Гору, као делегат ЦК КПЈ и Врховног штаба. Када је, априла 1942. године образован нови Главни штаб НОП одреда Црне Горе, за команданта је постављен Пеко Дапчевић, а за политичког комесара Митар Бакић.
Јуна 1942. године постављен је за политичког комесара Четврте пролетерске црногорске НОУ бригаде. Са бригадом је учествовао у походу у Босанску крајину и низу тешких борби у овој области: Бугојно, Купрес, Босанско Грахово и др. Новембра 1942. године, када су формиране прве дивизије НОВЈ, постао је политички комесар Друге пролетерске дивизије. Са дивизијом је учествовао у борбама на Неретви, противудару код код Горњег Вакуфа, продору у Херцеговину, борбама на Дрини, Сутјесци, Зеленгори и источној Босни. Септембра 1943. године постао је политички комесар Другог ударног корпуса НОВЈ. Јуна 1944. именован је за секретара Националног комитета ослобођења Југославије (НКОЈ) и шефа Кабинета маршала Југославије, Јосипа Броза Тита.

### Послератни период
После ослобођења Југославије, обављао је многе одговорне дужности. Био је генерални секретар прве Владе ФНРЈ, формиране 1945. године. Октобра 1949. одређен је за секретара Координационог комитета Владе ФНРЈ. Од 1950. до 1952. године био је члан југословенске делегације на заседањима Генералне скупштине Организације уједињених нација (ОУН).
Био је генерални секретар Савезне народне скупштине, члан ЦК СКЈ и ЦК СК Црне Горе, председник Централне ревизионе комисије СКЈ и члан Савезног одбора ССРН Југославије. Од 1945. биран је за народног посланика Савезне народне скупштине. Имао је чин резервног генерал-потпуковника ЈНА.
Умро је 25. новембра 1960. у Београду и сахрањен је у Алеји народних хероја на Новом гробљу у Београду.
Носилац је Партизанске споменице 1941. и других југословенских одликовања, међу којима су — Орден народног ослобођења, Орден партизанске звезде првог реда, Орден заслуга за народ првог реда, Орден братства и јединства првог реда и Орден за храброст. Орденом народног хероја одликован је 20. децембра 1951. године.